# 莫告夫人
《莫告夫人》（英語：Don't Tell the Wife）是一部1937年的美国喜剧电影，由克里斯蒂·卡巴纳（Christy Cabanne）执导，纳特·佩兰（Nat Perrin）编剧，改编自乔治·霍兰德（George Holland）的戏剧《轻轻一笑》 （Once Over Lightly）。影片由盖伊·基比、乌娜·默克尔和琳恩·奥弗曼主演，露西尔·鲍尔、威廉·德马雷斯特和奥斯卡奖得主海蒂·麦克丹尼尔担任配角。该片由雷电华广播影业公司制作，1937年2月18日在纽约首映，3月5日在全国发行。